# Ступина (Вранча)
Ступина (рум. Stupina) насеље је у Румунији у округу Вранча у општини Маиканешти. Oпштина се налази на надморској висини од 20 m.

## Становништво
Према подацима из 2002. године у насељу је живело 406 становника, од којих су сви румунске националности.